# Liste des ambassadeurs d'Allemagne en France
Ambassadeurs d'Allemagne en France.

## Royaume de Prusse
- 1815–1822 : Comte Heinrich von der Goltz
- 1824–1837 : Heinrich Wilhelm von Werther (de)
- 1837–1845 : Comte Heinrich Friedrich von Arnim-Heinrichsdorff-Werbelow (de)
- 1846–1848 : Heinrich Alexander von Arnim
- 1849–1859 : Comte Maximilian von Hatzfeldt-Trachenberg
- 1859–1861 : Comte Albert de Pourtalès
- 1862 : Comte Otto von Bismarck
- 1862–1868 : Comte Robert von der Goltz[1]
- 1869–1870 : Karl von Werther (de)

## Empire d'Allemagne, puis république de Weimar et Troisième Reich
- 1871–1874 : Comte Harry von Arnim
- 1874–1885 : Prince Chlodwig zu Hohenlohe-Schillingsfürst
- 1885–1900 : Comte Georg Herbert zu Münster
- 1900–1910 : Prince Hugo Radolin-Radolinski
- 1910–1914 : Wilhelm von Schoen
- 1914–1920 : Néant
- 1920–1923 : Wilhelm Mayer
- 1924–1932 : Leopold von Hoesch
- 1933–1935 : Roland Köster
- 1936–1940 : Johannes von Welczeck

## Occupation, deux ambassades: une à Paris, l'autre à Vichy
À Paris
- 1940–1944 : Otto Abetz

À Vichy
- Roland Krug von Nidda et après lui Cecil von Renthe-Fink.

## Après-guerre
- 1944–1950 : Pas de représentant diplomatique

## République fédérale d'Allemagne
- 1950–1955 : Wilhelm Hausenstein
- 1955–1959 : Vollrath von Maltzan
- 1959–1963 : Herbert Blankenhorn
- 1963–1968 : Manfred Klaiber
- 1968–1970 : Sigismund von Braun
- 1970–1972 : Hans Helmuth Ruete
- 1972–1976 : Sigismund von Braun
- 1976–1983 : Axel Herbst
- 1983–1987 : Franz Jochen Schoeller
- 1987–1991 : Franz Pfeffer

## République démocratique allemande
- 1974–1976 : Ernst Scholz
- 1976–1984 : Werner Fleck (de)
- 1984–1990 : Alfred Marter (de)
- 1990 : Stephan Steinlein

## Après la réunification
- 1991–1995 : Jürgen Sudhoff
- 1995–1998 : Immo Stabreit
- 1998–2001 : Peter Hartmann
- 2001–2004 : Fritjof von Nordenskjöld (d)
- 2004–2007 : Klaus Neubert
- 2007–2008 : Peter Ammon
- 2008–2012 : Reinhard Schäfers (de)
- 2012–2015 : Susanne Wasum-Rainer
- 2015–2020 : Nikolaus Meyer-Landrut
- 2020–2023 : Hans-Dieter Lucas
- Depuis 2023 : Stephan Steinlein